# Rio Buquira
O rio Buquira é um rio brasileiro do estado de São Paulo, na região sudeste do Brasil. Desde 1985, sua bacia hidrográfica vem passando por mudanças drásticas no uso e ocupação da terra, como a supressão da mata ciliar e o estabelecimento de pastagens e áreas de reflorestamento, intercaladas com novas áreas de solo exposto.

## Bacia
- Pertence a bacia do rio Paraíba do Sul.

## Nascente
Nasce no município de Monteiro Lobato, na localização geografica, latitude 22º56'04" Sul e longitude 45º40'52" Oeste, a 9 quilômetros da rodovia SP-123.

## Percurso
Da nascente segue em direção sudoeste (240º) do estado de São Paulo, mais ou menos paralelo a rodovia BR-116, até passar por Monteiro Lobato, desvia seu curso para sudoeste (210º) acompanhando exatamente a rodovia SP-50 até se aproximar de São José dos Campos.

## Banha os municípios
Passa pelos municípios de: Monteiro Lobato e São José dos Campos.

## Afluentes
̈Córrego Buquirinha

## Final
Se torna afluente do rio Paraíba do Sul em São José dos Campos, na localização geografica, latitude 23º10'15" Sul e longitude 45º54'21" Oeste, próximo ao bairro denominado Santana e da rodovia BR-116.

## Extensão
Percorre neste trajeto uma distância de mais ou menos 43 quilômetros. 

## Pesca
O rio Buquira, em alguns trechos, é bastante piscoso, divertindo-se os moradores da região em tirar das águas pequenos peixes como lambaris, traíras e bagres. Já foram introduzidas em suas águas espécies exógenas, não se sabendo, porém, se houve boa adaptação delas.

## Galeria de fotos

### Referência
- Mapa Rodoviário do Estado de São Paulo - (2004) - DER

1. ↑  Marques, Kátia Fernanda Pereira (2019). «Alterações no uso e cobertura da terra na Bacia Hidrográfica do Rio Buquira - Monteiro Lobato (SP) entre os anos de 1985 e 2015». bdtd.ibict.br. Consultado em 26 de setembro de 2024